# 泛非化學網路
泛非化學網路（英語：Pan Africa Chemistry Network，縮寫為PACN），是英國皇家化學學會與農業科技企業瑞士先正达（Syngenta）在2007年創立的化學研究組織。

## 背景及沿革
有些組織致力促進發展中國家培訓化學方面的人才、以及進行化學研究，這些組織的數量在2010年代有所增長。其中，非洲欠缺訓練有素的教授和實驗室技術員，缺乏化學試劑和科學儀器，也因為未能自由查阅論文而未必能跟上最新化學發展的步伐；這些因素對促進非洲化學發展的工作構成重大挑战。2006年，英國皇家化學學會開始推行「存檔為非洲」（Archives for Africa）計劃，把學會藏有的科學期刊存檔免費提供給多個非洲國家的科學家。
2007年11月21日，英國皇家化學學會與農業科技企業瑞士先正达在英國倫敦共同成立建基於「存檔為非洲」計劃的泛非化學網路，其中瑞士先正达捐出了一百萬英鎊來启动此項目。泛非化學網路將會由受托人委員會負責管理，該委員會由來自英國皇家化學學會或瑞士先正达的成員組成；組織另設有執行工作組，負責統籌活動。到了2008年，肯尼亚內羅比和埃塞俄比亚亚的斯亚贝巴先後在3月和9月成立泛非化學網路的活動中心。

## 目標和活動
泛非化學網路的目標包括：一、支援學校和專上教育的化學教育；二、促進非洲國家之間，就面向非洲的關鍵科學議題，進行聯繫和研討；三、打造化學及相關科學的卓越中心，以支持經濟發展和人類發展。該組織重視科學在社經發展中的重要角色、並以此作為聯合國千年發展目標的特別焦點，期望民眾在化學及相關科學的素養能夠促進非洲的經濟增長和就業，關注農業發展、淨水供應和疾病預防等議題。
為了支援化學教育，泛非化學網路會為化學教師提供課程，向學校提供教材和資源，並允許非洲的研究人員和圖書館取得英國皇家化學學會的存檔。該組織又在不同非洲國家舉辦學術活動，例如在迦納舉辦關於氣相色譜法-質譜聯用的工作坊，以及在肯雅舉行關於非洲生物多樣性的學術研討會。此外，泛非化學網路與製藥公司葛蘭素史克合作，在肯雅、埃塞俄比亞、迦納、尼日利亞舉辦課程，向非洲科學家教授現代的分析化學技術。

### 引用
1. 1 2  Gurib-Fakim & Eloff 2012，第vi頁.
2. ↑  Freemantle 2006.
3. 1 2  Looi 2007.
4. 1 2  Midiwo & Clough 2010，Preface.
5. 1 2 3  SAICM 2008，第1頁.
6. ↑  KNUST 2015.
7. ↑  GOV.UK 2016.

### 文獻
- Gurib-Fakim, Ameenah; Eloff, Jacobus Nicolaas. . Springer Science & Business Media. 2012. ISBN 9783642296420.
- Midiwo, Jacob Ogweno; Clough, John. . Royal Society of Chemistry. 2010. ISBN 9781847559487.
- . Second African regional meeting on the Strategic Approach to International Chemicals Management. Strategic Approach to International Chemicals Management (SAICM). 2008  [2016-09-25]. （原始内容 (doc)存档于2017-03-05）.
- Freemantle, Michael. . American Chemical Society. Chemical & Engineering News. 2006-05-15  [2016-09-25]. （原始内容存档于2016-09-25）.
- Looi, Mun-Keat. . Science and Development Network. 2007-11-21  [2016-09-25]. （原始内容存档于2016-09-25）.
- . GOV.UK. 2016-02-15  [2016-09-26]. （原始内容存档于2016-09-26）.
- . Kwame Nkrumah University of Science and Technology (KNUST). 2015-03-19  [2016-09-26]. （原始内容存档于2016-09-26）.